# 스리랑카의 인도계 타밀족

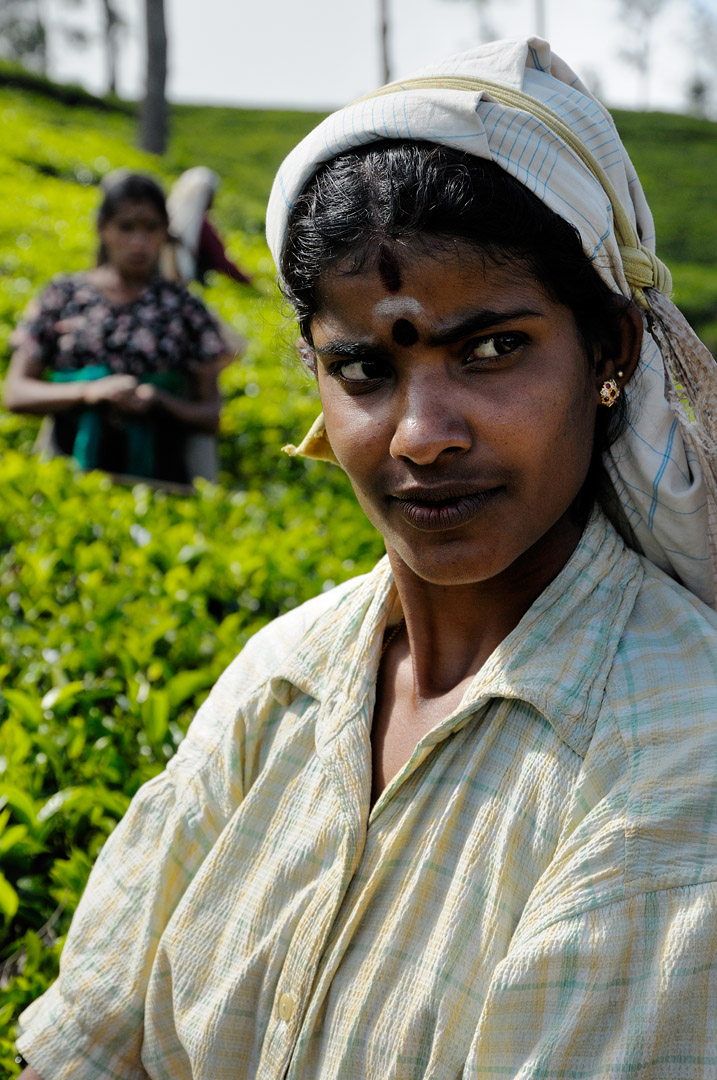

스리랑카의 인도계 타밀족은 스리랑카의 고산지대에 사는 타밀족으로 식민지 시대에 인도에서 이주해온 집단이다. 타밀엘람의 스리랑카 타밀족과는 구분된다.